# Pipistrellus inexspectatus
Pipistrellus inexspectatus là một loài động vật có vú trong họ Dơi muỗi, bộ Dơi. Loài này được Aellen mô tả năm 1959.